# Grace (이수영의 음반)
《Grace》는 가수 이수영의 정규 7집 앨범이다. 소속사 첫 이전 후 발매된 첫 앨범이며 2005년 10월 발매 예정이었으나 전 소속사인 팬텀의 스페셜 앨범 발매로 인해 2006년 1월 21일 발매되었다. 6집과 마찬가지로 CCM곡이 들어간 앨범이며, CCM곡으로는 〈우리〉를 수록하고 아웃트로의 이름을 〈Amen〉으로 명명했으며 이 곡에 기도를 추가하면서 개신교적 색채가 가미되었음을 공식적으로 알렸다. 앨범 제목인 《Grace》 또한 예수 그리스도로부터 받은 은혜를 뜻한다. 본 앨범에서는 두 곡을 제외한 전 곡의 가사를 이수영 자신이 실제 경험을 토대로 작사하였다 한다. 수록곡들의 경우 재즈 곡인 〈화해해〉를 제외한 대부분의 곡이 우울하고 슬픈 분위기이다. 〈사랑도 가끔은 쉬어야죠〉는 곡 후반의 강렬한 바이올린세션이 매우 인상적인 곡으로 두 번째 싱글로 절대적인 지지를 받은 곡이기도 하다. 〈끝〉은 일본 밴드 안전지대의 멤버 다마키 코지의 곡을 리메이크한 곡으로서 '미래의 이수영'의 모습을 발견할 수 있는 곡이라고 하였다. 앨범 자체의 퀄리티가 매우 높다는 평이 주를 이뤘으나 잔잔한 분위기 속에 갑자기 몰아치는 형식의 곡이 다수 수록됨으로써 지루하다는 평도 있었다. 
이수영 본인이 '이수영 제1집'으로 칭하기도 할 정도로 애착을 가지고 있는 음반. 이전에 냈던 음반들과는 다르게 소속사의 지침이 아닌 오로지 본인의 의사대로 진행된 앨범이고, 기도하는 분위기로 작업했다고 한다. 원래 다른 작사가들의 가사가 들어간 곡들로 구성되었으나 발매가 연기된 후 그 계획이 백지화되면서부터는 본인이 스스로 작사작업을 시작, 거의 전곡을 본인의 작사곡으로 바꾸고 음반 재킷 촬영도 모두 다시 했다고 한다. 앨범에 심혈을 기울인 만큼 대중들 반응도 산뜻하니 좋았던 앨범.
하지만 연중 소속사 분쟁에 휘말리게 되었고, 심지어 무슨 문제였는지 본 앨범을 2006 골든디스크에 제출하지 않아 본상도 타지 못하였다.

## 싱글

### 첫 번째 싱글
첫 번째 싱글 〈Grace〉는 매우 밝은 곡인 듯 하나 가사는 우울한 곡이다. 곡 중간의 코러스 피처링에는 가수 이기찬이 참여했으며 화려함 꾸밈과 빠른 템포가 특징이다. 싱글 발표 후 순식간에 폭발적인 인기를 얻었다.

### 두 번째 싱글
두 번째 싱글 〈시린〉은 애초에 첫 번째 싱글로 내정되었던 곡이나 발매 직전 〈Grace〉에 첫 번째 싱글 자리를 내주었던 곡이다. 이수영이 가장 애착을 갖고 있는 곡이라고 밝혔고 평론가들로부터 '발전이 보이는 곡'으로 평가받았다. 그러나 이수영이 여러 이유를 들어 활동을 일찍 마감함으로 인해 두 번째 싱글 활동은 매우 짧았으며, 대중들에게는 큰 인기를 받지 못했다.

## 뮤직 비디오
〈Grace〉의 뮤직비디오는 영화 왕의 남자로 일약 스타덤에 오른 배우 이준기가 주연을 맡아 제작 당시부터 화제가 되었다. 이준기의 인기를 이용하고자 캐스팅 한 것이 아니냐는 의혹이 있었으나 소속사는 왕의 남자 시사회를 할 때 그를 캐스팅했다고 밝혔다. 메가폰은 천혁진 감독이 잡았는데 이 감독은 주로 아이돌 그룹의 뮤직비디오를 제작하던 감독으로서 드라마 타이즈 형식의 뮤직비디오는 몇 번 작업해 보지 않았다. 결국 내용을 알 수 없게 되었고 단순히 이준기가 나오는 뮤직비디오로만 알려지게 되었다. 소속사는 뮤직비디오를 다시 편집하여 재배포하기도 했다. 1편과 2편으로 나뉘어 제작되었는데 2편은 수록곡인 〈비밀〉의 뮤직비디오로 제작되었다.
〈시린〉의 뮤직비디오는 원래 계획은 만년설이 쌓인 중국의 산에서 일본 여배우를 주연으로 하여금 촬영할 예정이었으나 제작기간의 이유로 인해 당초 계획이 취소되었고 신인 배우들을 이용해 소박하게 제작되었다. 약간은 음산한 분위기에 전체적으로 푸른빛이 감도는 우울한 색감을 유지하고 있으며 내용 또한 매우 몽환적이다.

## 수록곡
| #  | 제목 (재생 시간)                   | 작사              | 작곡           | 편곡           |
| -- | ---------------------------------- | ----------------- | -------------- | -------------- |
| 1  | 1월 (2:11)                         |                   | 최태완         | 최태완         |
| 2  | GRACE (3:58)                       | 이수영            | 황성제         | 황성제         |
| 3  | 비밀 (4:36)                        | 이수영            | 이승환 (Story) | 이승환 (Story) |
| 4  | 시린 (4:48)                        | 이수영            | 황성제         | 황성제         |
| 5  | 이 죽일놈의 사랑 (4:09)            | 이수영            | 조영수         | 조영수         |
| 6  | 화해해 (4:46)                      | 이수영            | YOKO KUZUYA    | 최태완         |
| 7  | 그 길에서... (4:42)                | 이수영            | 서재하         | 서재하         |
| 8  | 정말 다 잊은 줄 알았는데... (4:09) | 이수영            | 지우           | 이영기         |
| 9  | 사랑도 가끔 쉬어야죠 (3:49)        | 이수영            | 조영수         | 조영수         |
| 10 | 우리 (3:39)                        | 지우              | 지우           | 이영기         |
| 11 | 사랑아 안녕 (3:59)                 | 이수영            | YOKO KUZUYA    | 서재하         |
| 12 | 끝 (4:29)                          | 지우, INOUE YOSUI | TAMAKI KOUJI   | 이영기         |
| 13 | Amen (4:36)                        |                   | 최태완         | 최태완         |

## 차트 기록
〈Grace〉
| 순위 | 5 | 1 | 1 | 1 | 1 | 1 | 1 | 1 |

〈시린〉
| 순위 | 3 | 4 |